# Marko Macan
Marko Macan, född 26 april 1993 i Dubrovnik, är en kroatisk vattenpolospelare. Han ingick i Kroatiens herrlandslag i vattenpolo vid olympiska sommarspelen 2016 och 2020.
Macan tog OS-silver i herrarnas vattenpoloturnering i Rio de Janeiro 2016. Han ingick dessutom i det kroatiska lag som fick en femteplats i herrarnas turnering i vattenpolo vid olympiska sommarspelen 2020.
Macan tog VM-guld vid världsmästerskapen i simsport 2017 i Budapest med det kroatiska landslaget och VM-brons vid världsmästerskapen i simsport 2019 i Gwangju. År 2018 tog han dessutom EM-brons i Barcelona. År 2020 förvärvades han av det tyska klubblaget Waspo 98 Hannover. Innan dess hade han spelat för det kroatiska laget VK Jug.